# Alexander López
Alexander Agustín López Rodríguez (Tegucigalpa, 5 de junho de 1992) é um futebolista profissional hondurenho que atua como atacante, atualmente defende o Al-Khaleej FC.

## Carreira
Alexander López fez parte do elenco da Seleção Hondurenha de Futebol nas Olimpíadas de 2012.